# 二島郵便局
二島郵便局
（ふたしまゆうびんきょく）
- 福岡県北九州市若松区にある郵便局。本記事にて記述する。
- 大阪府門真市にある郵便局。局番号は41140。

（ふたじまゆうびんきょく）
- 山口県山口市にある郵便局。局番号は55280。

二島郵便局（ふたしまゆうびんきょく）は福岡県北九州市若松区にある郵便局。民営化前の分類では集配普通郵便局であった。

## 概要
住所：〒808-0199 福岡県北九州市若松区二島5-8-14
なお、地名の読みは「ふたじま」であるが、二島郵便局は「ふたしま」である。

## 沿革
- 1971年（昭和46年）8月20日 - 和文電報配達業務を折尾電報電話局に移管[1]。
- 1989年（平成元年）9月1日 - 特定郵便局から普通郵便局に局種別改定。
- 1996年（平成8年）5月27日 - 北九州市若松区二島一丁目から同区二島五丁目に移転。
- 1999年（平成11年） - 外国通貨の両替および旅行小切手の売買に関する業務取扱を開始。
- 2006年（平成18年）10月8日 - 芦屋郵便局から集配業務を移管[2]。
- 2007年（平成19年）10月1日 - 民営化に伴い、併設された郵便事業二島支店に一部業務を移管。
- 2012年（平成24年）10月1日 - 日本郵便株式会社発足に伴い、郵便事業二島支店を二島郵便局に統合。

## 取扱内容
- 郵便、印紙、ゆうパック、内容証明
- 貯金、為替、振替、振込、国際送金、国債、投資信託
- 生命保険、バイク自賠責保険、自動車保険、がん保険、引受条件緩和型医療保険
- ゆうちょ銀行ATM
- 北九州市若松区内の一部地域（808-01**）および遠賀郡芦屋町全域（807-01**）の集配業務
- ゆうゆう窓口

## 周辺
- 若松区役所島郷合同庁舎
- 北九州市立本城陸上競技場
- 高稜高等学校
- イオン若松ショッピングセンター
- デンソー 北九州製作所
- 八幡自動車学校

## アクセス
- JR筑豊本線 二島駅から東へ約1.3km（徒歩約15分）
- 北九州市営バス 二島郵便局前停留所もしくは島郷合同庁舎前停留所下車
- 北九州高速4号線 黒崎出入口から北へ約7km
- 国道199号沿い
- 駐車場あり：20台